# Miguelromeroïta
La miguelromeroïta és un mineral de la classe dels fosfats, que pertany al grup de la hureaulita. Rep el nom en honor de Miguel Romero Sánchez (Oaxaca, Mèxic, 1926 - Tehuacán, Pueblo, Mèxic, 8 de gener de 1997), químic, polític i filantrop. El premi Miguel Romero està organitzat per la Tucson Gem and Mineral Society.

## Característiques
La miguelromeroïta és un arsenat de fórmula química Mn²⁺₅(AsO₃OH)₂(AsO₄)₂(H₂O)₄. Va ser aprovada com a espècie vàlida per l'Associació Mineralògica Internacional l'any 2009. Cristal·litza en el sistema monoclínic. És l'anàleg amb manganès de la sainfeldita.
Segons la classificació de Nickel-Strunz, la miguelromeroïta pertany a «08.CB - Fosfats sense anions addicionals, amb H₂O, només amb cations de mida mitjana, RO₄:H₂O = 1:1» juntament amb els següents minerals: serrabrancaïta, hureaulita, sainfeldita, vil·lyael·lenita, nyholmita, fluckita, krautita, cobaltkoritnigita, koritnigita, yvonita, geminita, schubnelita, radovanita, kazakhstanita, kolovratita, irhtemita i burgessita.

## Formació i jaciments
Va ser descrita a partir de les mostres obtingudes a tres localitats: la mina Gozaisho, situada a la ciutat d'Iwaki, dins la prefectura de Fukushima (Japó); la mina Ojuela, a Mapimí (Durango, Mèxic); i la mina Sterling, al districte miner de Franklin (Nova Jersey, Estats Units). A banda d'aquests tres indrets també ha estat descrita a les mines Jote i Veta Negra, situades al districte miner de Pampa Larga, a Atacama (Xile). Els exemplars de la mina Veta Negra es van etiquetar originalment com a villyaellenita.